# Pradosia subverticillata
Espèce
Classification phylogénétique
Statut de conservation UICN

 VU B1+2c : Vulnérable
Pradosia subverticillata est une espèce de plantes à fleurs de la famille des Sapotaceae. C'est un arbre originaire d'Amazonie et de Guyane.

## Description
C'est un arbre.

## Répartition
Elle se rencontre dans les forêts non inondées des États d'Amazonas et de Pará au Brésil, ainsi qu'en Guyane française.